# Tengchongita
La tengchongita és un mineral de la classe dels sulfats. Rep el seu nom de Tengchong, Xina, la seva localitat tipus.

## Característiques
La tengchongita és un sulfat de fórmula química Ca(UO₂)₆(MoO₄)₂O₅·12H₂O. Va ser aprovada com a espècie vàlida per l'Associació Mineralògica Internacional l'any 1984. Cristal·litza en el sistema ortoròmbic en forma de cristalls granulars fins, tabulars prims o micacis en {001}. La seva duresa a l'escala de Mohs es troba entre 2 i 2,5.
Segons la classificació de Nickel-Strunz, la tengchongita pertany a «07.HB - Urani i uranil molibdats i wolframats, Amb U6+» juntament amb els següents minerals: calcurmolita i uranotungstita.

## Formació i jaciments
Es troba a les parts oxidades de dipòsits d'urani en migmatita i gneis. Sol trobar-se associada a altres minerals com la studtita i la calcurmolita. Va ser descoberta l'any 1984 al dipòsit d'urani de Tengchong, a la prefectura de Baoshan (Yunnan, Xina). També ha estat descrita al dipòsit de molibdè i urani de Oktyabr'skoe, a Krasnokamensk (Transbaikal, Rússia).